# Эйсид-транс
Эйсид-транс или эсид-транс (англ. acid trance — кислотный транс) — стиль транс-музыки, появившийся в конце 1980-х — начале 1990-х, и сосредоточенный на использовании эйсид-звука. Фирменный «кислотный» звук создаётся на аналоговом синтезаторе Roland TB-303, непрерывно повторяющем записанную в секвенсор музыкальную фразу, при этом тембр синтезатора меняется ручками управления фильтра инструмента, регулирующими частоту среза, глубину резонанса, модуляцию огибающей и акцент. Такое изменение тембра в реальном времени не было изначально предусмотренным способом использования инструмента. эйсид-транс является прямым потомком жанров эйсид-хаус и нью-бит, непосредственно перенимая элементы этих жанров.

## История
Первые компиляции популярного сборника «Trancemaster» содержат несколько треков в стиле эйсид-транс, вместе с треками классического транса. Треки кислотного подстиля построены на линии синтезатора TB-303, по сравнению с классическим трансом (например: Dance 2 Trance, Cosmic Baby, Age of Love & Jam & Spoon, Matt Darey, Ayla и др.), который является более атмосферным, использует «более мягкие» синт-линии, струнные и другие элементы музыки. Разница между двумя жанрами остается немного размытой, так как оба жанра появились примерно в одно и то же время.
Исполнители эйсид-транса часто сотрудничают с исполнителями жанров психоделический транс, классический транс и гоа-транс. Нередко первые исполнители эйсид-транса не появлялись на альбомах-сборниках жанра гоа-транс. При этом большинство из этих исполнителей никогда не ассоциировали себя с гоа- или психоделической сценой, а сами альбомы и компиляции часто собирались лейблами звукозаписи, которые издавали эйсид-транс наравне с гоа-трансом.
Одним из ярких представителей стиля является немецкий музыкант Kai Tracid, вторая половина псевдонима построена на совмещении слов «Trance» и «Acid».

## Лейблы
- Attack Records
- Dance Opera
- Eurovision Soundcarriers
- Harthouse
- Labworks
- Le Petit Prince
- Moonshine Music
- Platipus Records
- Rising High Records
- Tarot
- Two Thumbs
- Tracid Traxxx